# Aegithalos
Aegithalos  is een geslacht van zangvogels uit de familie Aegithalidae (staartmezen).

## Soorten
Het geslacht kent de volgende soorten:
- Aegithalos bonvaloti  –  Wenkbrauwstaartmees
  - A. bonvaloti sharpei  –  Birmese staartmees
- Aegithalos caudatus  –  Staartmees
- Aegithalos concinnus  –  Roodkruinstaartmees
- Aegithalos exilis  –  Dwergmees
- Aegithalos fuliginosus  –  Grijskopstaartmees
- Aegithalos glaucogularis  –  Zilverkeelstaartmees
- Aegithalos iouschistos  –  Roestwangstaartmees
- Aegithalos leucogenys  –  Witwangstaartmees
- Aegithalos niveogularis  –  Witkeelstaartmees